# 雷金纳德·奥德沃思·戴利
雷金纳德·奥德沃思·戴利（英語：Reginald Aldworth Daly，1871年3月18日—1957年9月19日）著名加拿大籍美国地质学家。

## 生平
1896年从哈佛大学获得地质学博士后，赴德国与法国学习研究。1901年回国任加拿大国界委员会地质师，领导不列颠哥伦比亚省南部至艾伯塔省西部640km长，3至16km宽的，6500km2的科迪勒拉山脉山区调查6年。1912年，最终提交给加拿大地质调查局3卷最终报告《North America Cordillera: Forty-Ninth Parallel》。这期间对北纬49度线的野外地质工作，使戴利于1903年独立地提出了岩浆顶蚀理论（部分地壳可能向下坍塌，融入到下面的熔融物质中，这使得岩浆向上涌起的过程，合理有效地解决了岩浆侵位的空间问题）与火成岩起源理论。1914年出版了名著《火成岩及其成因》（Igneous Rocks and Their Origin）。 
1907年任麻省理工学院地质学教授。考察夏威夷和萨摩亚岛后，提出了珊瑚礁的形成受冰川形成与消融而引发海平面升降变化的控制。 
1912年至1942年担任哈佛大学地质学系主任。1932年担任美国地质学会年度主席。
戴利是亚瑟·霍尔姆斯与阿尔弗雷德·魏格纳的大陆漂移学说的早期支持者。戴利在其1926年的专著《Our Mobile Earth》的标题页，小字印有伽利略的名言"地球仍然在转啊"（E pur si muove）。戴利的大陆移动理论是基于他相信的月球的起源是由地球被撞击而非离心力造成，从而地球再平衡不可避免的导致大陆运动（现在通说是熔融地球被碰撞出月球，此时尚没有洋陆分化）。
1936年首次提出在大陆坡发现的海底峡谷是由海洋风暴和海底滑坡引起的浊流运动所冲刷和侵蚀造成的。 
1940年发表专著《Strength and Structure of the Earth》，提出地核以外的地球构造分为三层：岩石圈、软流圈、中间圈。扩展了其大陆移动的观点。
1942年退休。
1946年发表论文，认为月球的起源不是俘获说，也不是乔治·达尔文的从地球因离心力甩出假说，而是地球经由撞击造成的。成为迄今月球的起源的主流理论。

## 纪念
矿物钾锆石（dalyite）以戴利命名。
在月球与火星上以戴利命名了撞击坑。
戴利在马萨诸塞州剑桥的故居(Reginald A. Daly House)是美国国家历史名胜。

## 传记
- Daly, R A, , Prentice-Hall, New York, 1940: 434, ISBN 978-0028435206
- Daly, RA, , Science, 1933, 77 (1987): 95–102Jan 27, 1933, Bibcode:1933Sci....77...95D, PMID 17797838, doi:10.1126/science.77.1987.95
- Daly, RA, , Science, 1931, 74 (1927): 566–567Dec 4, 1931, Bibcode:1931Sci....74..566D, PMID 17807633, doi:10.1126/science.74.1927.566
- Daly, R A, , Proc. Natl. Acad. Sci. U.S.A. 6 (5), 1920, 6 (5): 246–50May 1920, Bibcode:1920PNAS....6..246D, PMC 1084496 , PMID 16586806, doi:10.1073/pnas.6.5.246
- Daly, R A, , Proc. Natl. Acad. Sci. U.S.A. 3 (11), 1917, 3 (11): 659–65Nov 1917, Bibcode:1917PNAS....3..659D, PMC 1091350 , PMID 16576265, doi:10.1073/pnas.3.11.659
- Daly, R A, , Proc. Natl. Acad. Sci. U.S.A. 2 (12), 1916, 2 (12): 664–70Dec 1916, Bibcode:1916PNAS....2..664D, PMC 1091132 , PMID 16586654, doi:10.1073/pnas.2.12.664
- Daly, RA, , Science 13 (337), 1901, 13 (337): 951–954Jun 14, 1901, Bibcode:1901Sci....13..951D, PMID 17733661, doi:10.1126/science.13.337.951
- Daly, RA, , Science, 1901, 13 (318): 192Feb 1, 1901, Bibcode:1901Sci....13R.192D, PMID 17816318, doi:10.1126/science.13.318.192

## 进一步阅读
Mather, Kirtley. .  3. New York: Charles Scribner's Sons: 547–548. 1970–80. ISBN 0684101149 （英语）.
- Robert M. Hazen: Reginald Aldworth Daly (1871-1957). （页面存档备份，存于） Daly′s Biography, American Geophysical Union
- James H. Natland: Reginald Aldworth Daly (1871–1957): Eclectic Theoretician of the Earth. （页面存档备份，存于） GSA Today, vol. 16, no. 2, 2006
- Francis Birch: Reginald Aldworth Daly, 1871-1957, A Biographical Memoir National Academy of Sciences, Washington, DC, 36 pp., 1960